# V Concili de Toledo
El cinquè Concili de Toledo fou una reunió general dels bisbes de les províncies del Regne de Toledo celebrada el 636. Va ser el primer concili del rei Khíntila i es va celebrar a la Basílica de Santa Leocàdia.
El Concili va prendre diverses decisions a través de l'aprovació de nou decrets. El primer fixa l'establiment de tres dies de lletanies des del 13 al 15 de desembre de cada any. El segon actualitza el decret sobre la indemnitat dels reis i la conveniència d'estimar els fills. El tercer, quart i cinquè indiquen que s'excomunicarà al que intenti ser rei sense ser noble, al que s'aventuri a assenyalar una data de defunció de rei o el qui el maleeixi. El sisè estableix un tracte de favor als fidels al rei. El setè indica que a tots els concilis d'Espanya s'haurà de llegir un decret del Concili IV de Toledo sobre la seguretat de la vida dels reis. El vuitè estableix que el rei pot perdonar tothom. Finalment, el novè simplement dona força als anteriors amb la firma dels 24 bisbes presents.